# Fresno, California
Fresno là thành phố lớn thứ sáu ở tiểu bang California và là thủ phủ của Hạt Fresno. Với dân số ước tính khoảng 471.479, đây là thành phố lớn nhất ở Thung lũng trung tâm mở rộng. Thành phố là trung tâm kinh tế văn hóa chính của vùng đô thị Fresno, vùng đô thị lớn thứ hai của Thung lũng trung tâm với dân số 1.002.284 người.

## Chính quyền
Fresno đã cải biến hình thức chính quyền địa phương có thị trưởng mạnh, với một thị trưởng (hành pháp) và 7 ủy viên hội đồn thành phố (lập pháp) được bầu nhiệm kỳ không hơn 2, 4 năm. Thị trưởng hiện nay, Alan Autry, được bầu tháng 11 năm 2000. Autry được bầu lại ngày 2 tháng 3 năm 2004, và sẽ đương nhiệm đến tháng 1 năm 2009.

### Thị trưởng
- 2000-đến nay Alan Autry
- 1993-2000 Jim Patterson
- 1989-1993 Karen Humprey
- 1985-1989 Dale Doig
- 1977-1985 Dan Whitehurst
- 1969-1977 Ted C. Wills
- 1965-1969 Floyd H. Hyde
- 1964-1965 Wallace Henderson (acting)
- 1958-1964 Arthur L. Selland †
- 1957-1958 C. Cal Evans
- 1949-1957 Gordan D. Dunn
- 1947-1947 Glenn M. Devore (acting)
- 1941-1947 Z.S. Leymel †
- 1937-1941 Frank A. Homan
- 1929-1937 Z.S. Leymel
- 1925-1929 A.E. Sunderland
- 1921-1925 Truman C. Hart
- 1917-1921 William F. Toomey
- 1912-1917 Alva E. Snow
- 1909-1912 Chester Rowell †
- 1908-1909 Ed. F. Bush (acting)
- 1905-1908 W. Parker Lyon
- 1901-1905 L.O. Stephens

Trước năm 1901, Fresno được cai quản bởi Board of Trustees.

### Hội đồng thành phố
Hội đồng thành phô shieejn có 7 thành viên, được bầu theo quận:
- Quận 1 (Tây-Trung) - Blong Xiong
- Quận 2 2 (Tây Bắc) - Brian Calhoun
- Quận 3 3 (Tây Nam) - Cynthia Sterling
- Quận 4 (Trung Đông) - Larry Westerlund
- Quận 5 (Đông Nam) - Mike Dages
- Quận 6 (Đông Bắc) - Jerry Duncan
- Quận 7 (Trung) - Henry T. Perea

## Kinh tế
Fresno là trung tâm kinh tế của Hạt Fresno và Thung lũng Trung tâm của California. Trong khi các khu vực hợp nhất xung quanh và các thành phố nông nghiện quanh thành phố chủ yếu là sản xuất nông nghiệp quy mô lớn, nội ô và ngoại ô Fresno đã trải qua một sự chuyển đổi kinh tế trong những năm gần đây.
Nông nghiệp có vai trò ngày càng giảm trong kinh tế đô thị được phản ánh bởi sự lệ thuộc vào nông nghiệp trong công ăn việc làm. Hiện nay, chỉ có 20% lao động làm trong ngành nông nghiệp, một sự giảm sút lớn từ 20 năm trước. Sự chuyển dịch này đã dẫn đến sự phân hóa gia tăng giữa lợi ích đô thị và nông thôn và đất đã được chuyển sang sử dụng phi nông nghiệp và các tài nguyên như nước cũng gia tăng cho công nghiệp và nhà cửa. Kinh tế thành phố hiện tại dựa vào vị trí của Fresno là trung tâm giáo dục, y tế, dịch vụ chuyên nghiệp và dịch vụ công cho Thung lũng Trung tâm. Lao động trong ngành xây dựng gia tăng khi các cơ sở thương mại và dân cư không ngừng được xây dựng. Lĩnh vực thực phẩm đã dẫn đầu trong ngành chế tạo với các công ty nổi tiếng như Sun-Maid, Kraft Foods, Foster Farms Dairy và Foster Farms poultry company. Các công ty trong lĩnh vực chế tạo máy, dụng cụ y tế và công nghệ nước cũng hiện diện. Các cơ sở phân phối cũng tập trung ở trung tâm, dẫn đầu bởi nhà bán lẻ Trung tâm Phân phối Thái Bình Dương của Gap chiếm 80 acre. Các ngành công cũng đóng góp vào kinh tế của Fresno nhờ có nhiều công chức của hạt, thành phố, quận.